# Andrea Boattini
Andrea Boattini (* 16. September 1969) ist ein italienischer Astronom und Asteroidenentdecker.
Sein Hauptarbeitsgebiet sind die erdnahen Asteroiden, speziell die Asteroiden vom Aten-Typ. 1996 graduierte er an der Universität Bologna mit einer Arbeit über erdnahe Objekte. Nachdem er lange Jahre am Consiglio Nazionale delle Ricerche und an der Sternwarte in Rom verbracht hat, arbeitet er derzeit am Lunar and Planetary Laboratory der University of Arizona in Tucson. Dort unterstützt er die Arbeit der Catalina Sky Survey. Dabei entdeckte er den Asteroiden 2007 WD5, der nach ersten Berechnungen im Januar 2008 mit dem Mars kollidieren sollte.
Er entdeckte von 1994 bis heute (Stand Januar 2010) mehr als 200 Asteroiden, die meisten davon zusammen mit anderen Astronomen wie Luciano Tesi und Maura Tombelli.
Daneben ist er im Zeitraum von 2007 bis 2010 der Entdecker der Kometen wie C/2007 W1 (Boattini), C/2008 J1 (Boattini), P/2008 O3 (Boattini), C/2008 S3 (Boattini), P/2008 T1 (Boattini), P/2008 Y1 (Boattini), P/2009 B1 (Boattini), C/2009 P2 (Boattini), P/2009 Q4 (Boattini), C/2009 W2 (Boattini), C/2010 F1 (Boattini) und C/2010 G1 (Boattini). Seine Arbeit für die Mount Lemmon Survey führte am 7. Oktober 2008 zur Wiederentdeckung des periodischen Kometen 206P/Barnard-Boattini.

## Ehrungen
Im Jahre 2005 erhielt er zusammen mit Luciano Tesi den Meteorite d'oro.
Der Asteroid (8925) Boattini wurde nach ihm benannt.

## Quelle
- Lutz D. Schmadel: Dictionary of Minor Planet Names. 5th ed. Springer, Berlin 2003, ISBN 3-540-00238-3 (engl.), eingeschränkte Vorschau in der Google-Buchsuche